# Sushila Sundari
Sushila Sundari Bose (Calcuta, 1879–1924) fue una artista de circo, acróbata ecuestre y domadora de tigres de Bengala india. Considerada la primera mujer india en actuar en un circo, era famosa por sus actuaciones con tigres en el Gran Circo de Bengala.

## Trayectoria
Sushila Sundari Bose nació en el año 1879 en una familia jaminder de la zona de Rambagan, en la antigua Calcuta. Se sabe muy poco acerca de sus antecedentes familiares y sus primeros años de vida. Se cree que probablemente pertenece a una rama de la familia Mitra de Calcuta. Comenzó su educación primaria en la escuela Bethune. De niña, aprendió equitación y lucha libre con los demás miembros de su familia. Más tarde se casó con Motilal Bose y se convirtió en nuera de la famosa familia Bose de Chhota Jagulia, en el distrito de North 24 Parganas, en la actual Bengala Occidental. Hablaba inglés, hindi, sánscrito, marati y muchas otras lenguas indias. Su familia paterna se oponía a que se dedicara al circo, pero su marido la apoyó. En el circo, antes de actuar con tigres, sus acrobacias y otras actuaciones temerarias como volteretas eran muy populares. Su hermana Kumudini Devi también actuó en el Gran Circo de Bengala.

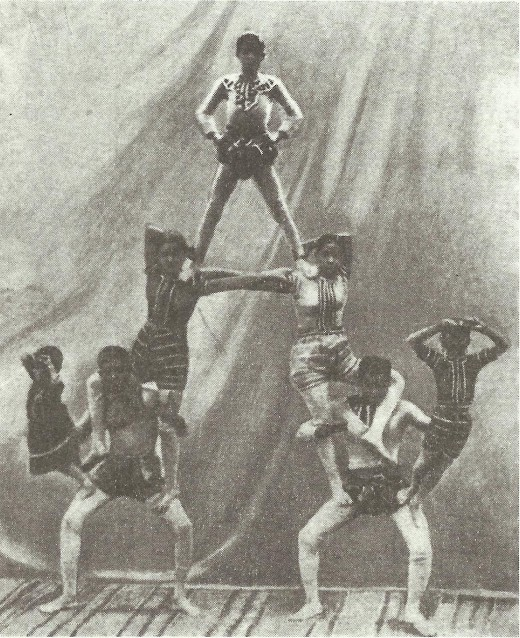
Sushila Sundari en el acto de la pirámide (fila del medio, a la derecha) (a la izquierda su hermana Kumudini Devi)

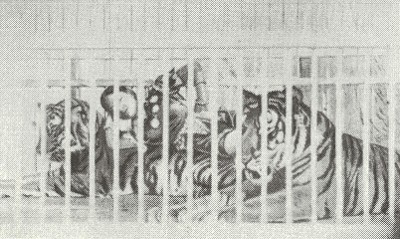
Sushila Sundari con Shumbha y Nishumbha

Sushila Sundari fue una de las artistas estrella del Gran Circo de Bengala, propiedad de Priyanath Bose. Era gimnasta y trapecista y también sabía montar a caballo y hacer acrobacias ecuestres. En la apertura del espectáculo, junto a su hermana, llegaban al escenario montadas y de pie sobre un caballo.
En noviembre de 1896, el Gran Circo de Bengala actuó en el durbar del estado indio de Rewa. El príncipe de Rewa quedó tan satisfecho con su actuación que les regaló una pareja de tigres de Bengala. Se creía que los tigres traían suerte al equipo, por lo que recibieron los nombres de Laksmi y Narayan, en honor a las deidades hindúes. Aprendió a domar a los tigres. En 1901, los espectáculos del Gran Circo de Bengala presentaban a Sundari en atrevidos números con los dos tigres. Entraba en su jaula y hacía que los tigres le gruñeran, se levantaran y se sentaran. Luchaba con ellos y mostraba sus fauces abiertas. Tras eso se reclinaba sobre ellos y posaba para las fotografías.
Sus números más reconocidos en el circo, incluyeron uno en el que luchaba contra dos tigres de Bengala y un león, y en el que fue enterrada viva durante más de 10 minutos bajo metro y medio de arena.
Cuando murió uno de los tigres, intentó realizar los mismos actos con un tigre sin adiestrar. Durante la actuación, este la hirió gravemente con sus patas, accidente que la dejó inútil para el circo de por vida. Así que empezó a enseñar ejercicios físicos, lucha, lucha con espada, manejo del bastón, ciclismo y equitación en la akhra (lugar de entrenamiento) de su marido, que era un luchador que, junto con su hermano Priyanath Bose, fundó varias akhada cuyos miembros participaron más tarde en actividades revolucionarias. La familia Bose tenía una residencia en Calcuta. La mayoría de los alumnos y alumnas de Sundari participaron también en actividades revolucionarias. Su salud se fue deteriorando y murió en 1924.

## Reconocimientos
Sundari es considerada la primera mujer india en actuar en un circo. También se le considera junto a las artistas de circo indias, madre Mrinmoyee y Rukmabai, las intrépidas heroínas del circo indio.